# Tarsoly Csaba
Tarsoly Csaba István (Budapest, 1964. június 5. –) magyar közgazdász, a Quaestor Csoporthoz tartozó cégek legfőbb tulajdonosa, a Győri ETO FC volt elnöke. 2012-ben 5,8 milliárd forintos vagyonával a 108. leggazdagabb magyar állampolgár volt.

## Családja
1986-ban nősült meg, három gyermeke van. 

## Életpályája
Felsőfokú tanulmányait a Pénzügyi és Számviteli Főiskola pénzügyi szakán, majd a Budapesti Közgazdaságtudományi Egyetem pénzügyi szakán végezte.
Előbb az Általános Vállalkozási Bank Passzív bankműveleti üzletágánál, majd a Pénzügyi és Számviteli Főiskola Pénzügyi Tanszékén dolgozott.
1990-ben alapította meg a későbbi QUAESTOR Pénzügyi Tanácsadó Kft. jogelődjét. Ebből fejlődött ki mintegy 25 év alatt a Quaestor Csoport.

Tarsoly Csaba 2015-ig a Győri ETO sportegyesület elnöke volt.

### Büntetőügye
A 2015-ös magyarországi brókerbotrány kirobbanását követően, 2015. március 29-én bírósági határozat alapján – százötvenmilliárd forint nagyságrendű fiktív kötvény kibocsátásával összefüggésben – előzetes letartóztatásba helyezték Tarsoly Csabát és két társát. 
2016 februárjában megszületett a vádirat.  A vád szerint az elsikkasztott vagy elcsalt összeg összesen 77 milliárd forint, ami 5458-rendbeli csalás során valósulhatott meg. Tarsolyt 753 esetbeli, különösen nagy kárt okozó csalással, jelentős értékre elkövetett sikkasztással, továbbá 10 társa felbujtásával vádolták. Ugyanakkor az ügyészség által az ügyben eljáró bíróság (a Fővárosi Törvényszék) részére benyújtott vádirat súlyos hiányosságai miatt az a büntetőeljárás elindítására nem megfelelő. Az ügyészség a bíróságnak ezt az állítását cáfolni próbálta.
Tarsoly Csabát 2017 októberében, két és fél éves előzetes letartóztatás után kiengedték a Fővárosi Törvényszék döntése alapján, utána házi őrizetbe került. Ugyanez történt Májer Zsolttal, a harmadrendű vádlottal is.
A Fővárosi Főügyészség 2018. május 31-én közölte, hogy újabb vádiratot nyújt be a Quaestor-ügyben szereplő vádlottak közül nyolc személlyel szemben, bűnszervezetben, különösen jelentős értékre elkövetett sikkasztás bűntette tekintetében. A vádirat azt állítja, hogy Tarsoly Csaba és társai a mintegy 47 társaságból álló Quaestor Csoport működtetésének keretében, 2007-től olyan bűnszervezetet hoztak létre, amelynek elsődleges célja a befektetők pénzének, értékpapírjainak eltulajdonítása volt. A vád szerint 2009-ben és 2010-ben az úgynevezett Quaestor Kurázsi befektetési jegyek értékesítése révén 2,2 milliárd forintot meghaladó bevételt tulajdonítottak el jogtalanul.
2024. szeptember 2-án első fokon 13 év fegyházbüntetésre ítélték.

## Díjai, elismerései
- 2013-ban Győr díszpolgárává választották. Erről a címről 2015 márciusában lemondott.[12]